# Rome (Georgia)
Rome város az USA Georgia államában. Lakosainak száma 37 713 fő (2020. április 1.).

## Népesség
A település népességének változása:
| Lakosok száma | 34 980 | 36 303 | 36 407 | 37 713 |
|               | 2000   | 2010   | 2016   | 2020   |